# Soglia di rivelazione del sonar passivo

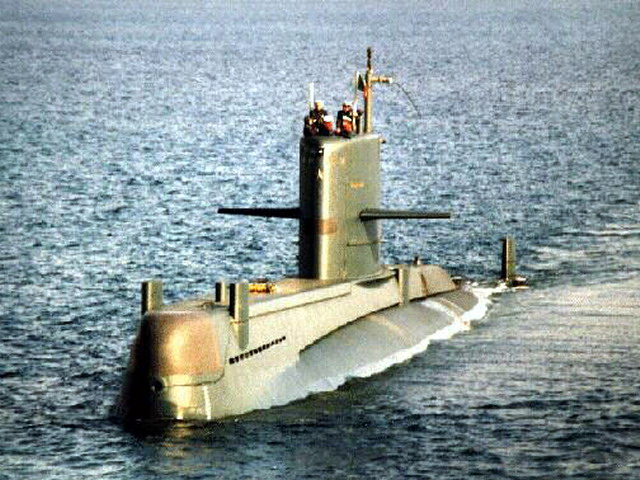
Sottomarino Sauro con sonar di navigazione.

## La soglia di rivelazione
L'impostazione della  soglia di rivelazione del sonar passivo è un metodo impiegato per la migliore conduzione di un sistema di localizzazione subacquea.
Con l'impostazione della soglia di rivelazione s'intende l'applicazione, da parte dell'operatore al sonar, di un criterio di decisione secondo il quale tutti i segnali e/o disturbi ricevuti che superano detta soglia sono ritenuti segnali validi mentre tutti i segnali e/o disturbi che non la superano sono ignorati.
La soglia di rivelazione è intimamente connessa con la probabilità di falso allarme {\displaystyle Pfa} e con la probabilità di scoperta {\displaystyle Priv}.
Il criterio menzionato è applicabile, agendo su alcuni componenti fisici o software del sonar, per qualsiasi tipologia di presentazione audio o video dei segnali, ad esempio:
- visione panoramica (tipo PPI), acronimo inglese di: Plan position indicator
- visione cartesiana  (tipo A), acronimo inglese di: Angle Amplitude
- visione a cascata[N 3]

L'esame dell'argomento farà riferimento alla sola presentazione "tipo A" che meglio delle altre si presta per evidenziare i concetti che governano il criterio di decisione del quale abbiamo accennato.

## Presentazione tipo A su disegno

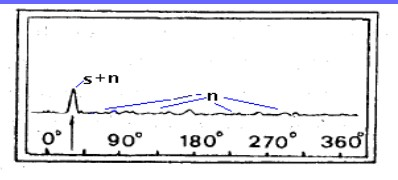
Presentazione sonar tipo A

La presentazione tipo A, tracciata in figura per la dimostrazione del criterio di decisione, è strutturata mediante un sistema di assi cartesiani nel quale le ascisse rappresentano l'orizzonte di scoperta diviso in gradi centesimali e le ordinate rappresentano l'ampiezza dei segnali e dei disturbi ricevuti dal sonar.
Nel disegno s'identifica con "s+n" il segnale, affetto dal rumore, di una sorgente acustica ricevuta dal sonar e con "n" il rumore generico che investe, su tutti i {\displaystyle 360}°, la base idrofonica del sonar stesso. 
La figura evidenzia una condizione di scoperta ottimale dato che il disturbo "n" è notevolmente inferiore al livello del segnale "s+n"; se questa situazione persiste per tutto il tempo di osservazione consente, non solo la scoperta della sorgente, ma la sua corretta localizzazione in direzione e distanza.

## Presentazione tipo A dal vero
Su immagini captate dal vero, da simulazioni su personal computer, è mostrato come sia possibile introdurre i concetti di cui al punto precedente utilizzando una presentazione dinamica di tipo A.

### Buone condizioni di scoperta bersaglio
Un'immagine di schermata tipo A rilevata su personal computer è visualizzata nella figura in alto, in un settore compreso tra {\displaystyle 275^{\circ }} e {\displaystyle 85}°, rappresenta la scoperta di una sorgente acustica simulata "s+n", affetta da rumore, per la direzione di circa {\displaystyle 17}° rispetto all'asse del battello. 
In tutte le altre direzioni si osservano le ondulazioni "n" dovute alla simulazione dei disturbi.
Applicare alla figura indicata il criterio di decisione significa tracciare un segmento ideale, detto soglia ({\displaystyle So})
, che divida la presentazione in due sezioni, superiore ed inferiore, attribuendo alla prima la facoltà di visualizzare i segnali delle sorgenti acustiche che superano la soglia e alla seconda il mascheramento di ciò che è sotto il segmento divisorio.
Questa operazione può essere fisicamente attuata a comando, mediante un oscuramento della sezione inferiore, che pertanto non è più visibile dall'operatore; nella figura in basso si mostra tale operazione immaginando completamente invisibile la zona contornata in nero. 
Se per tutto il tempo d'osservazione, dal vero,  la sorgente acustica "s+n" , pur affetta dal rumore, non scende mai sotto la soglia tracciata e se il rumore "n" non supera mai detta soglia saremo nella condizione di una probabilità di scoperta {\displaystyle Priv=100\%} ed una probabilità di falso allarme {\displaystyle Pfa=0\ \ }.
La condizione di scoperta illustrata, impostata a scopo dimostrativo, non è facilmente verificabile sul campo in particolar modo quando il sonar tende alla scoperta di sorgenti acustiche molto lontane; in tali casi l'ampiezza del segnale è piccola e molto penalizzata dal disturbo che a sua volta ondula caoticamente per tutte le direzioni dell'orizzonte traendo in inganno l'operatore che può interpretare la presenza del segnale anche quando questo non c'è.

### Precarie condizioni di scoperta bersaglio
Per esaminare l'applicazione del criterio di decisione con l'impostazione della soglia prendiamo ad esempio la schermata tipo A, figura in alto, relativa alla simulazione di una sorgente acustica per la direzione {\displaystyle 17}° in ambiente rumoroso con un rapporto {\displaystyle Si/Ni=k}, fissato espressamente per la conduzione dell'esercizio:
Assunto, per il valore di {\displaystyle Si/Ni}  indicato, un criterio di decisione che stabilisce una probabilità di falso allarme {\displaystyle Pfa=10\%}  e di scoperta {\displaystyle Priv=50\%} significa che la soglia tracciata consente l'emersione, non continuativa, di "s+n" per la metà del tempo con l'incertezza che per il {\displaystyle 10\%}  del tempo, non continuativo, emergano dalla soglia falsi allarmi quali, ad esempio, fa1, fa2, fa3, che possono trarre in inganno l'operatore. 
La figura in alto è generata captando su P.C. l'immagine della presentazione tipo A durante la fase di simulazione del fenomeno, se ripetiamo la captazione otteniamo una distribuzione completamente diversa, così come mostra la figura in basso,   dato che l'aspetto della situazione operativa cambia continuamente nel tempo a causa del disturbo distribuito casualmente su tutto l'orizzonte.
In questa immagine si osserva che per la direzione {\displaystyle 17}° non è presente il segnale "s+n" mentre sono visibili {\displaystyle 2} falsi allarmi fa1, fa2. che possono ingannare l'operatore. 
Se ripetessimo un numero elevatissimo di rilievi, per {\displaystyle Si/Ni=k}, troveremmo che per la direzione {\displaystyle 17}° è presente "s+n", non in modo continuativo, per il {\displaystyle 50\%} del tempo e che il numero dei falsi allarmi sommerà al {\displaystyle 10\%} del tempo.

## Valutazione dei livelli di soglia
I livelli di soglia possono variare in funzione delle necessità operative del sonar; può essere l'operatore, od un sistema automatico dipendente dal software di conduzione dell'apparato, a stabilire il valore di soglia che più si adatta al momento contingente.
Valori elevati della soglia riducono sia la probabilità di scoperta {\displaystyle Priv} che la probabilità di falso allarme {\displaystyle Pfa} .
Valori bassi della soglia aumentano sia la probabilità di scoperta {\displaystyle Priv}  che la probabilità di falso allarme {\displaystyle Pfa} .
Sulla base dei calcoli di portata del sonar passivo, effettuati al momento, si
stabiliscono tutte le variabili in gioco, alcune di queste determinano il valore della soglia di rivelazione.
Quanto detto può essere verificato riguardando, ad esempio, il calcolo della portata di scoperta di un sonar passivo sviluppato secondo le due funzioni:
{\displaystyle {\begin{cases}TL=60+20\cdot \log _{10}{R}+\alpha \cdot R\\TL=SL+DI-NL-DT+20\cdot \log _{10}{\sqrt {BW}}\end{cases}}}
Nelle funzioni indicate una delle due variabili dipendenti dalle scelte dell'operatore è il {\displaystyle DT},  acronimo di "Detection Threshold" (soglia di rivelazione), definito dall'espressione :
{\displaystyle DT=5\ Log\ [d\ BW/(2\ RC)]}
è tramite il valore del {\displaystyle DT}  che s'imposta la soglia.
L'operatore, per ottimizzare la scoperta, può modificare il {\displaystyle DT}  tramite variazione di {\displaystyle BW}  (banda di ricezione) e/o  {\displaystyle RC} (costante di tempo d'integrazione); la variabilità del {\displaystyle DT}  è subordinata inoltre al valore {\displaystyle d}  dipendente a sua volta dal rapporto {\displaystyle Si/Ni}.
L'operatore può, tramite l'impostazione della soglia di rivelazione, stabilire una data probabilità di falso allarme {\displaystyle Pfa} ,  ottenendo di conseguenza la probabilità di scoperta {\displaystyle Priv}  legata, tramite {\displaystyle d} (parametro probabilistico), al rapporto {\displaystyle Si/Ni} (rapporto segnale disturbo).

## Impostazione della soglia di rivelazione
L'impostazione della soglia di rivelazione {\displaystyle So} può essere applicata, in via di principio, sulla base delle seguenti osservazioni relative ad un sistema di rivelazione in correlazione a coincidenza di polarità.
La variabile {\displaystyle d} da cui dipendono la {\displaystyle Priv} e la {\displaystyle Pfa} è funzione dal rapporto segnale/disturbo {\displaystyle Si/Ni} all'ingresso del rivelatore del sonar secondo l'espressione:
{\displaystyle d=(S_{i}/N_{i})^{4}\cdot 2\cdot BW\cdot RC}
Dato che per ciascun valore del {\displaystyle d} si hanno innumerevoli coppie di valori {\displaystyle Pfa\ e\ Priv} ne segue che ad ogni valore di {\displaystyle Si/Ni} si hanno altrettante coppie di valori {\displaystyle Pfa\ e\ Priv}. 
Questa situazione impone, nel calcolo del livello della soglia, l'accettazione a priori
di un valore della probabilità di falso allarme {\displaystyle Pfa} per determinare, di conseguenza, il valore della probabilità di scoperta {\displaystyle Priv}  in funzione di {\displaystyle Si/Ni\ e\ Pfa.}
Dato che con un sistema di rivelazione in correlazione a coincidenza di polarità la varianza dovuta al disturbo {\displaystyle Ni} è indipendente dalla sua ampiezza, essendo soltanto funzione della banda {\displaystyle BW} e della costante di tempo {\displaystyle RC}, è possibile tarare, in fabbrica, la soglia di rivelazione in funzione della {\displaystyle Pfa} accettata in modo che a ciascun valore di soglia, {\displaystyle Sn}, sia associato un valore di {\displaystyle Pfa.}
In sede operativa, una volta impostata la soglia per il {\displaystyle Pfa} accettato, il valore della probabilità {\displaystyle Priv} dipenderà dal rapporto {\displaystyle Si/Ni} che si trova al momento della scoperta.
Il valore numerico della probabilità di scoperta {\displaystyle Priv}, in percentuale, può essere calcolato, una volta misurato il rapporto {\displaystyle Si/Ni} e computato il valore {\displaystyle d}, impiegando un sistema di calcolo automatico Calcolatore dei parametri probabilistici del sonar (curve ROC) - Wikiversità, con l'inserimento a calcolo di {\displaystyle Pfa} e {\displaystyle d.}

### Esplicative
1. ↑  Con {\displaystyle Pfa}  si indica quale probabilità che un rumore ricevuto dal sonar possa essere interpretato dall'operatore come un segnale.
2. ↑  Con {\displaystyle Priv}  si indica quale probabilità ha un segnale emesso da un bersaglio di essere individuato dal sonar.
3. ↑  È un particolare sistema di visualizzazione dei bersagli che ha in ascisse la direzione di scoperta ed in ordinate il tempo trascorso dall'inizio del rilevamento (traccia la storia della traiettoria del bersaglio), la luminosità della traccia è funzione dell'ampiezza del segnale.
4. ↑   simulazioni di laboratorio eseguite sul sonar di emergenza FALCON
5. ↑  (So) può essere un livello di tensione se applicato ad un sistema analogico od un numero se il sistema è governato dal software
6. ↑  
Rapporto tra l segnale ricevuto Si e il rumore perturbante Ni
7. ↑   espressione valida per sistemi di rivelazione dei segnali in correlazione

### Bibliografiche
1. ↑  Urick,  pp. 377-403.
2. ↑  C. Del Turco,  pp. 52-53.
3. ↑  Pazienza,  pp. 356-389.
4. ↑  Del Turco,  pp. 169-176.
5. ↑  Del Turco,  pp. 116-127.